# Roberto Levillier
Roberto Levillier (Buenos Aires, 1886-1969) fue un historiador y diplomático argentino.

## Biografía

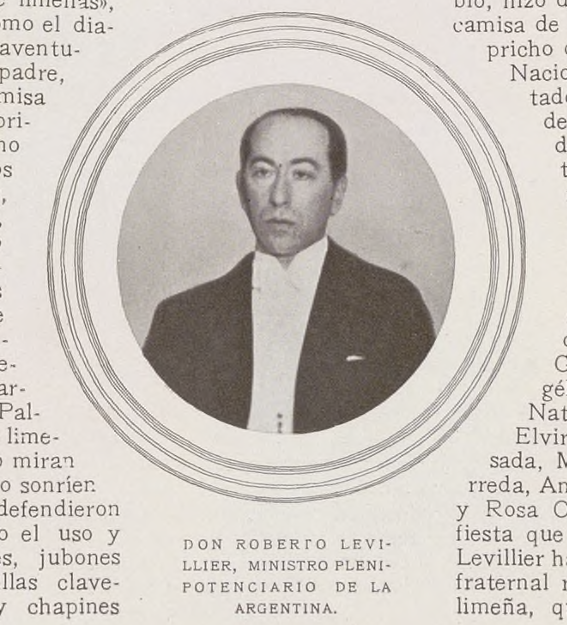
Roberto Levillier en 1923.

Se desempeñó como diplomático en distintos países de Europa (España, Portugal, Polonia, Checoslovaquia, Finlandia, la Unión Soviética) y en Perú. En 1920 formó parte de la delegación argentina que participó de la primera asamblea de la Sociedad de Naciones, junto con Marcelo Torcuato de Alvear y Honorio Pueyrredón. Entre 1935 y 1937 fue embajador en México. Entre 1938 y 1941 fue embajador en Uruguay.
Pese a su simpatía inicial por el régimen nazi, durante su permanencia en Europa prestó auxilio a los judíos perseguidos por el nazismo.
Desde joven se interesó en la historiografía, publicando su monumental Nueva crónica de la conquista del Tucumán; el primer tomo fue publicado en Madrid en 1926, siendo los dos tomos siguientes de los años 1930 y 1932.
En 1942, tras retirarse de la actividad diplomática, se volcó de lleno a la labor histórica. Su interés radicó en el período de la conquista y de la colonia, desde un punto de vista simpático a los conquistadores y desfavorable para los pueblos originarios. Se dedicó en especial a la recopilación y publicación de documentos inéditos. Expuso que Américo Vespucio había arribado al Río de la Plata. En 1955 se gana un lugar vitalicio en la Academia Nacional de la Historia.
Una calle de la ciudad de Buenos Aires, otra en Córdoba capital y otra en Santiago del Estero llevan su nombre.

## Obras

### Obra historiográfica
- Antecedentes de política económica en el Río de la Plata: documentos originales de los siglos XVI al XIX, Madrid: Tip. "Sucesores de Rivadeneyra", 1915. Tomo I, Tomo II.
- Santo Toribio Alfonso Mogrovejo, Arzobispo de los Reyes (1581-1606). Organizador de la Iglesia en el Virreinato del Perú. Madrid, 1920.
- Nueva crónica de la conquista del Tucumán. 3 volúmenes. Madrid, 1926.
- Papeles Eclesiásticos del Tucumán. 2 volúmenes. Madrid, Imprenta de Juan Pueyo, 1926. Volumen 1, Volumen 2.
- Biografía de los conquistadores de la Argentina en el siglo XVI. Madrid, Imprenta de Juan Pueyo, 1928.
- Francisco de Aguirre y los orígenes del Tucumán, 1550-1570. Madrid, Imprenta de Juan Pueyo, 1930.
- García de Castro, Lope, Despatch, Lima, Mar. 6, 1565, Gobernantes del Perú, cartas y papeles, Siglo XVI, Documentos del Archivo de Indias, Colección de Publicaciones Históricas de la Biblioteca del Congreso Argentino, ed. Roberto Levillier, 14 vols., Madrid, 1921-6. In Hemming. Volumen 1, Volumen 2, Volumen 3, Volumen 4, Volumen 5, Volumen 6, Volumen 7, Volumen 8, Volumen 9, Volumen 10, Volumen 11, Volumen 12, Volumen 13, Volumen 14.
- Don Francisco De Toledo, supremo organizador del Perú, su vida, su obra (1515–1582). Buenos Aires: Porter hnos., 1935-1940.
- Descubrimiento y Población del Norte Argentino por españoles del Perú. Desde la entrada al Tucumán hasta la fundación de Santiago del Estero 1543-1553. Espasa-Calpe S.A., Buenos Aires, 1943.
- Guerras y conquistas en Tucumán y Cuyo. Imprenta Porter hnos. Buenos Aires, 1945
- Americo Vespucio.  Ediciones Cultura Hispánica. Madrid, 1966.
- Enciclopedia de Historia Argentina, 5 tomos. Plaza & Janes S.A. Editores Argentina, Buenos Aires, 1968.

### Obras teatrales
- La tienda de los espejos.Editorial Saturnino Calleja, Buenos Aires, 1921.
- Rumbo Sur, 1937
- Estampas Virreinales Americanas. E. Calpe 1939.
- Amor Con Dolor Se Paga. E. Calpe 1944.